# Квашинское сельское поселение
Квашинское сельское поселение — упразднённое муниципальное образование в Воробьёвском районе Воронежской области.
Население — 2166 человек, на 1 января 2010 года
Административный центр — село Квашино, администрация сельского поселения расположена в посёлке Центральной усадьбы совхоза Воробьёвский.

## История
В 1918 году постановлением СНК РСФСР от 24.12.1917 года был образован Квашинский сельсовет; наделён статусом сельского поселения законом Воронежской области от 12.11.2004 года.
Законом Воронежской области от 2 марта 2015 года № 18-ОЗ, Солонецкое и Квашинское сельские поселения объединены во вновь образованное муниципальное образование — Солонецкое сельское поселение с административным центром в селе Солонцы.

## Административное деление
Состав поселения:
- село Квашино,
- посёлок Первомайский,
- посёлок Центральной усадьбы совхоза Воробьёвский.

## Персоналии
- Доценко, Степан Матвеевич — Герой Советского Союза.
- Моисеенко, Максим Алексеевич — полный кавалер Ордена Славы.